# Lo Bocau Vielh
Lo Bocau Vielh (en francès Vieux-Boucau-les-Bains) és un municipi francès situat al departament de les Landes i a la regió de la Nova Aquitània.

## Demografia
| 1962                                       | 1968 | 1975  | 1982  | 1990  | 1999  | 2007  |
| ------------------------------------------ | ---- | ----- | ----- | ----- | ----- | ----- |
| 772                                        | 903  | 1.072 | 1.151 | 1.210 | 1.383 | 1.591 |
| Des de 1962: població sense dobles comptes |      |       |       |       |       |       |

## Administració
| Període   | Identitat       | Partit |
| --------- | --------------- | ------ |
| 2001-2008 | Robert Lafitte  | CPNT   |
| 2008-     | Pierre Froustey |        |